# 小佐野駅
小佐野駅（こさのえき）は、岩手県釜石市小佐野町1丁目にある、東日本旅客鉄道（JR東日本）釜石線の駅である。

## 歴史
- 1945年（昭和20年）6月15日：開業[2][3]。
- 1947年（昭和22年）7月1日：貨物の取り扱いを開始[4]。
- 1962年（昭和37年）4月1日：釜石駅管理となる。
- 1966年（昭和41年）
  - 2月10日：釜石駅管理を解除。
  - 11月1日：貨物の取り扱いを廃止[5]。
- 1984年（昭和59年）2月1日：荷物の扱いを廃止[5]。
- 1987年（昭和62年）4月1日：国鉄分割民営化により、東日本旅客鉄道の駅となる[2]。
- 2004年（平成16年）4月1日：業務委託化。
- 2019年（令和元年）9月13日：簡易自動券売機によるきっぷ発売を終了。
- 2020年（令和2年）
  - 11月30日：みどりの窓口の営業を終了[6]。
  - 12月1日：終日無人化。
- 2024年（令和6年）10月1日：えきねっとQチケのサービスを開始[1][7]。

## 駅構造
島式ホーム1面2線の列車交換可能な地上駅で、釜石駅管理の無人駅である。

### のりば
| 番線 | 路線    | 方向 | 行先           |
| ---- | ------- | ---- | -------------- |
| 1    | ■釜石線 | 上り | 遠野・花巻方面 |
| 2    | ■釜石線 | 下り | 釜石方面       |

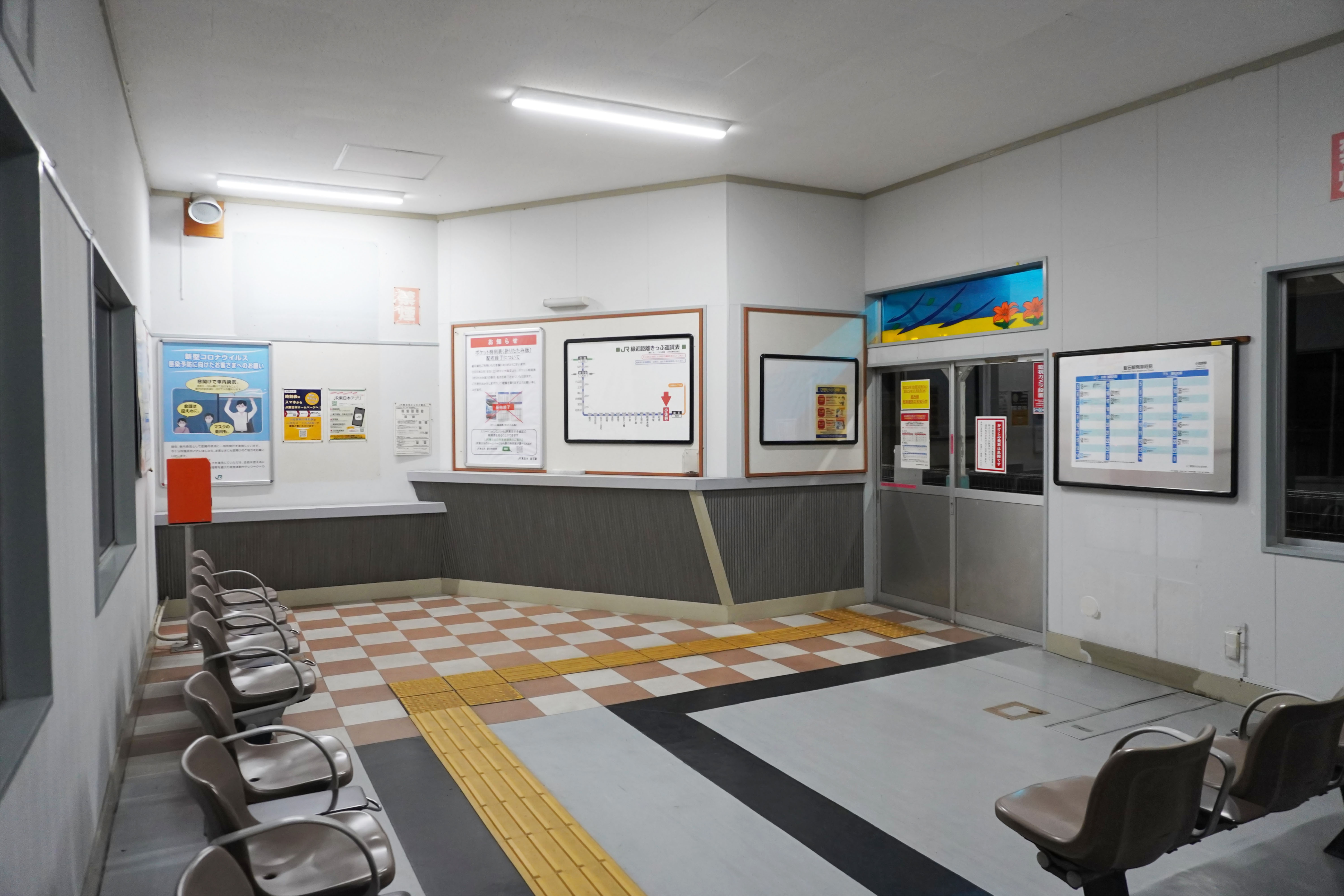
待合室（2023年10月）
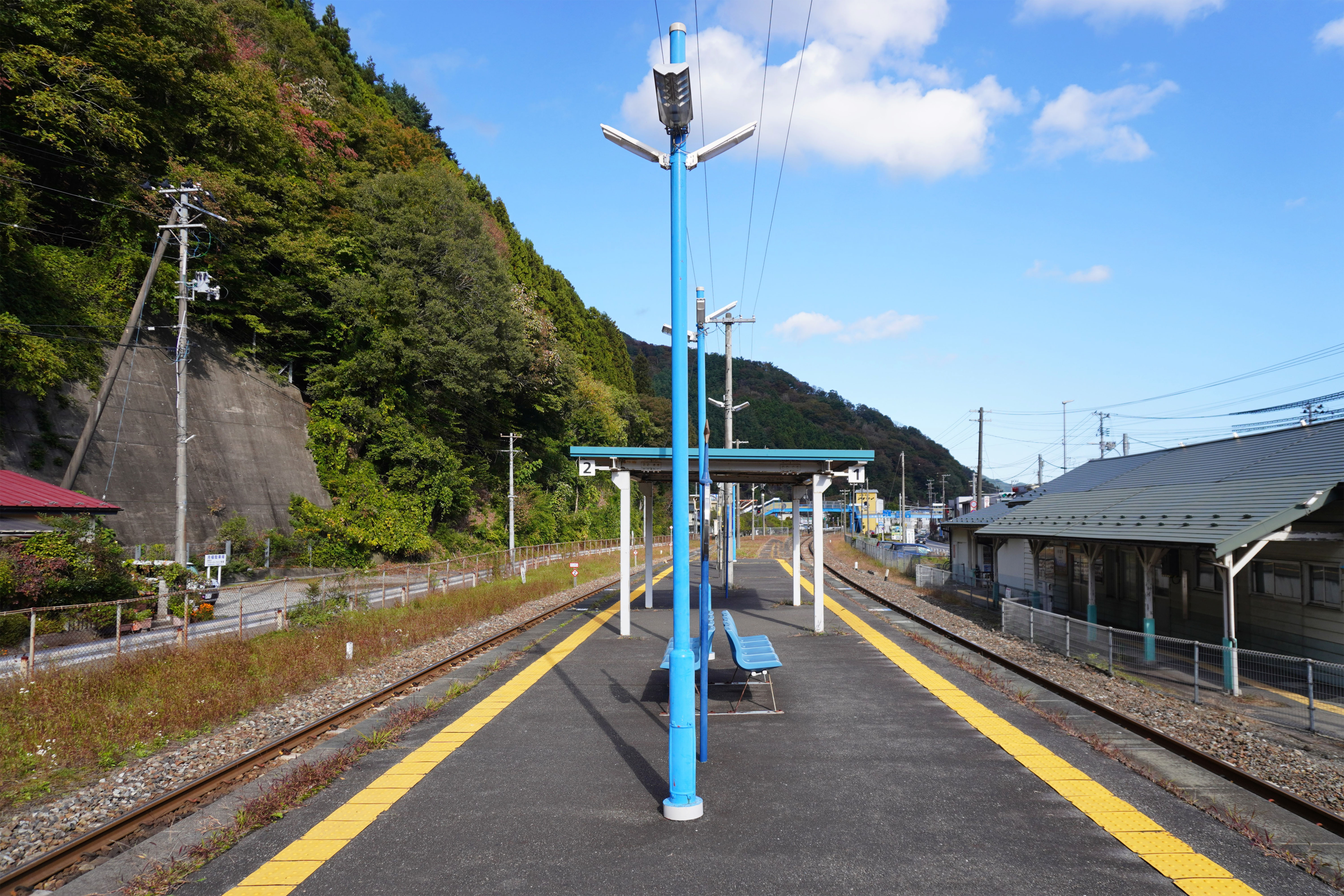
ホーム（2023年10月）
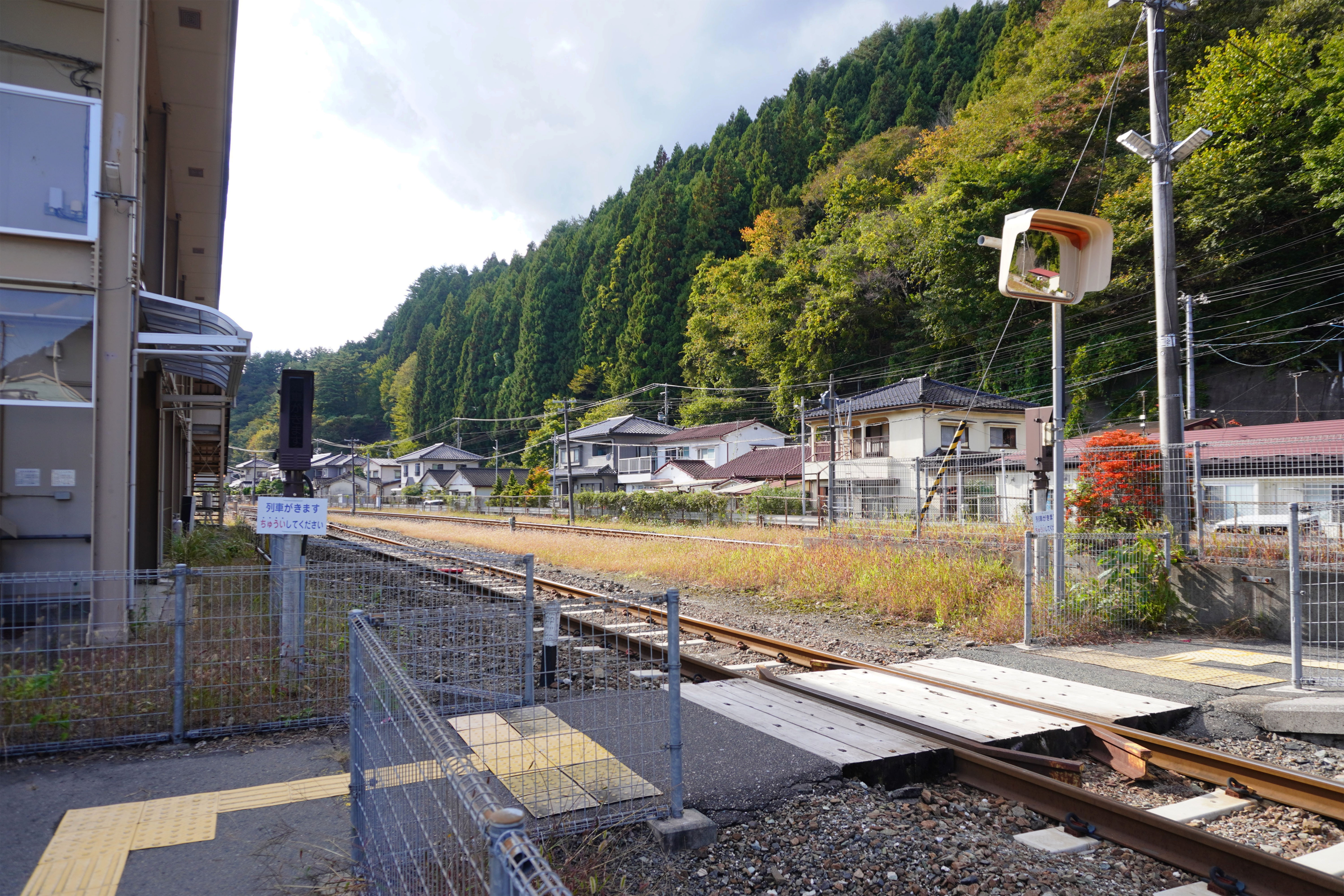
構内踏切（2023年10月）

## 利用状況
JR東日本によると、2000年度（平成12年度）- 2019年度（令和元年度）の1日平均乗車人員の推移は以下のとおりであった。
| 1日平均乗車人員推移 | 1日平均乗車人員推移 | 1日平均乗車人員推移 | 1日平均乗車人員推移 | 1日平均乗車人員推移 |
| 年度                | 定期外              | 定期                | 合計                | 出典                |
| ------------------- | ------------------- | ------------------- | ------------------- | ------------------- |
| 2000年（平成12年）  |                     |                     | 112                 | [ 利用客数 1 ]      |
| 2001年（平成13年）  |                     |                     | 115                 | [ 利用客数 2 ]      |
| 2002年（平成14年）  |                     |                     | 110                 | [ 利用客数 3 ]      |
| 2003年（平成15年）  |                     |                     | 98                  | [ 利用客数 4 ]      |
| 2004年（平成16年）  |                     |                     | 92                  | [ 利用客数 5 ]      |
| 2005年（平成17年）  |                     |                     | 91                  | [ 利用客数 6 ]      |
| 2006年（平成18年）  |                     |                     | 90                  | [ 利用客数 7 ]      |
| 2007年（平成19年）  |                     |                     | 77                  | [ 利用客数 8 ]      |
| 2008年（平成20年）  |                     |                     | 68                  | [ 利用客数 9 ]      |
| 2009年（平成21年）  |                     |                     | 57                  | [ 利用客数 10 ]     |
| 2010年（平成22年）  |                     |                     | 52                  | [ 利用客数 11 ]     |
| 2011年（平成23年）  |                     |                     | 59                  | [ 利用客数 12 ]     |
| 2012年（平成24年）  | 45                  | 21                  | 66                  | [ 利用客数 13 ]     |
| 2013年（平成25年）  | 43                  | 20                  | 64                  | [ 利用客数 14 ]     |
| 2014年（平成26年）  | 39                  | 15                  | 55                  | [ 利用客数 15 ]     |
| 2015年（平成27年）  | 36                  | 12                  | 48                  | [ 利用客数 16 ]     |
| 2016年（平成28年）  | 34                  | 16                  | 51                  | [ 利用客数 17 ]     |
| 2017年（平成29年）  | 33                  | 17                  | 50                  | [ 利用客数 18 ]     |
| 2018年（平成30年）  | 30                  | 16                  | 46                  | [ 利用客数 19 ]     |
| 2019年（令和元年）  | 24                  | 14                  | 39                  | [ 利用客数 20 ]     |

## 駅周辺
- 釜石税務署
- 岩手県釜石地区合同庁舎
- 釜石市役所 小佐野地区生活応援センター
- 釜石市立図書館
- 小佐野郵便局
- 釜石市立小佐野小学校
- 国道283号
- 三陸沿岸道路 釜石中央インターチェンジ
- 北日本銀行小佐野支店
- 薬王堂釜石小佐野店
- パチンコクエスト小佐野
- 釜石製鐵所山神社
- 岩手県交通「小佐野駅前」停留所
  - 高速バス仙台 - 釜石線

## その他
エスペラントによる、「Verda Vento（ヴェルダ・ヴェント：緑の風）」という愛称がついている。

## 隣の駅
東日本旅客鉄道（JR東日本）
■釜石線
□快速「はまゆり」・■普通
松倉駅 - 小佐野駅 - 釜石駅

### 記事本文
1. 1 2 3 4 5  「駅の情報（小佐野駅）：JR東日本」東日本旅客鉄道。2024年8月28日時点のオリジナルよりアーカイブ。2024年9月1日閲覧。
2. 1 2 3  曽根悟（監修） 著、朝日新聞出版分冊百科編集部 編『週刊 歴史でめぐる鉄道全路線 国鉄・JR』 21号 釜石線・山田線・岩泉線・北上線・八戸線、朝日新聞出版〈週刊朝日百科〉、2009年12月6日、11頁。
3. 1 2  「運輸省告示第41号」『官報』1945年6月13日（国立国会図書館デジタルコレクション）
4. ↑  「運輸省告示第179号」『官報』1947年6月28日（国立国会図書館デジタルコレクション）
5. 1 2  石野哲（編）『停車場変遷大事典 国鉄・JR編 Ⅱ』（初版）JTB、1998年10月1日、495頁。ISBN 978-4-533-02980-6。
6. ↑  「駅の情報（小佐野駅）：JR東日本」東日本旅客鉄道。2020年10月20日時点のオリジナルよりアーカイブ。2020年10月21日閲覧。
7. ↑  「Suicaエリア外もチケットレスで! 東北エリアから「えきねっとQチケ」がはじまります (PDF)」（プレスリリース）、東日本旅客鉄道、2024年7月11日。2024年8月11日閲覧。
8. 1 2  「JR東日本：駅構内図・バリアフリー情報（小佐野駅）」東日本旅客鉄道。2024年4月14日閲覧。

### 利用状況
1. ↑  「JR東日本：各駅の乗車人員（2000年度）」東日本旅客鉄道。2025年7月15日閲覧。
2. ↑  「JR東日本：各駅の乗車人員（2001年度）」東日本旅客鉄道。2025年7月15日閲覧。
3. ↑  「JR東日本：各駅の乗車人員（2002年度）」東日本旅客鉄道。2025年7月15日閲覧。
4. ↑  「JR東日本：各駅の乗車人員（2003年度）」東日本旅客鉄道。2025年7月15日閲覧。
5. ↑  「JR東日本：各駅の乗車人員（2004年度）」東日本旅客鉄道。2025年7月15日閲覧。
6. ↑  「JR東日本：各駅の乗車人員（2005年度）」東日本旅客鉄道。2025年7月15日閲覧。
7. ↑  「JR東日本：各駅の乗車人員（2006年度）」東日本旅客鉄道。2025年7月15日閲覧。
8. ↑  「JR東日本：各駅の乗車人員（2007年度）」東日本旅客鉄道。2025年7月15日閲覧。
9. ↑  「JR東日本：各駅の乗車人員（2008年度）」東日本旅客鉄道。2025年7月15日閲覧。
10. ↑  「JR東日本：各駅の乗車人員（2009年度）」東日本旅客鉄道。2025年7月15日閲覧。
11. ↑  「JR東日本：各駅の乗車人員（2010年度）」東日本旅客鉄道。2025年7月15日閲覧。
12. ↑  「JR東日本：各駅の乗車人員（2011年度）」東日本旅客鉄道。2025年7月15日閲覧。
13. ↑  「JR東日本：各駅の乗車人員（2012年度）」東日本旅客鉄道。2025年7月15日閲覧。
14. ↑  「各駅の乗車人員 2013年度 ベスト100以外（9）：JR東日本」東日本旅客鉄道。2025年7月15日閲覧。
15. ↑  「各駅の乗車人員 2014年度 ベスト100以外（9）：JR東日本」東日本旅客鉄道。2025年7月15日閲覧。
16. ↑  「各駅の乗車人員 2015年度 ベスト100以外（9）：JR東日本」東日本旅客鉄道。2025年7月15日閲覧。
17. ↑  「各駅の乗車人員 2016年度 ベスト100以外（9）：JR東日本」東日本旅客鉄道。2025年7月15日閲覧。
18. ↑  「各駅の乗車人員 2017年度 ベスト100以外（9）：JR東日本」東日本旅客鉄道。2025年7月15日閲覧。
19. ↑  「各駅の乗車人員 2018年度 ベスト100以外（9）：JR東日本」東日本旅客鉄道。2025年7月15日閲覧。
20. ↑  「各駅の乗車人員 2019年度 ベスト100以外（8）：JR東日本」東日本旅客鉄道。2025年7月15日閲覧。